# Silverplate

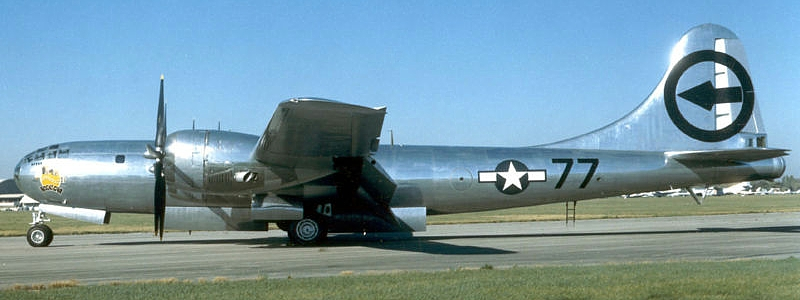
Bockscar самолёт серии Silverplate из 509-й смешанной авиагруппы, который сбросил атомную бомбу на Нагасаки.

Silverplate — кодовое обозначение программы участия ВВС Армии США в Манхэттенском проекте во время Второй мировой войны. Первоначально — обозначение модели B-29 Superfortress, предназначенной для несения атомного оружия. Позднее название Silverplate было расширено на всю программу ВВС по применению ядерного оружия.
В августе 1943 года на военно-морском полигоне в Дальгрене, штат Вирджиния начались испытания масштабных моделей. В ноябре того же года начались испытания первого прототипа Silverplate B-29, известного как Pullman. Начиная с марта 1944 года он же использовался для тестовых бомбометаний на авиабазе Эдвардс в Калифорнии. По результатам испытаний были внесены дополнительные изменения как в бомбы, так и в самолёт.
В августе 1944 года было заказано 17 единиц B-29 Silverplate для обучения экипажей 509-й смешанной авиагруппы, а также для базового подразделения 216-й армии ВВС — с целью испытаний конструкций атомных бомб. В феврале 1945 года были заказаны ещё 28 самолётов, для оперативного использования 509-й авиагруппой. В эту партию вошли самолёты, которые использовались при атомных бомбардировках Хиросимы и Нагасаки в августе 1945 года. До конца 1947 года было изготовлено 65 единиц B-29 Silverplate .
После войны кодовое имя Silverplate было заменено на Saddletree. По этой программе было выпущено ещё 80 самолётов Последняя группа В-29 была модернизирована под атомное оружие в 1953 году.

## Создание
Проект Silverplate был начат в июне 1943 года, когда доктор Норман Ф. Рэмси из группы E-7 Лос-Аламосской лаборатории выбрал Boeing B-29 Superfortress как единственный самолёт в США, способный нести оба из предложенных типов бомб: «Худого» и «Толстяка».
До принятия решения об использовании B-29 рассматривался вариант использованию британского Avro Lancaster, имевшего бомбовый отсек длиной 10 м. Это потребовало бы гораздо меньших модификаций самолёта, но американские экипажи пришлось бы переучивать. Вопрос решился тем обстоятельством, что генерал Гровс, руководивший Манхэттенским проектом и командующий ВВС США генерал Арнольд хотели использовать именно американский самолёт.

## Кодовое название
Первоначально название Silverplate относилось лишь к модификации B-29, позволявшей нести атомную бомбу. В конечном итоге слово стало обозначать также учебные и оперативные аспекты программы ВВС США. По соображениям безопасности кодовое имя Silverplate официально не было зарегистрировано.
Была придумана легенда, что название Silverplate относится к модификации железнодорожных вагонов Pullman для Рузвельта («Худощавый») и  Черчилля («Толстяк») во время секретного турне по Соединённым Штатам.

## Стоимость программы
Стоимость B-29 в 1945 году составляла $782 000. Переоборудование в конфигурацию Silverplate обходилось ещё в $32 000. Таким образом полная стоимость одного B-29 Silverplate составляла $814 000. Общая стоимость 65 единиц B-29 Silverplate составляла, таким образом $53 млн. С добавлением около $7 млн на логистику, даёт общую стоимость программы Silverplate в $60 млн.

## Галерея

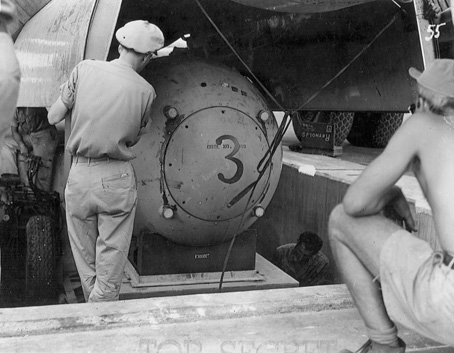
Испытательный образец бомбы «Толстяк» поднимается из ямы в бомбоотсек B-29 для отработки бомбардировок (бомба была сброшена на Нагасаки).
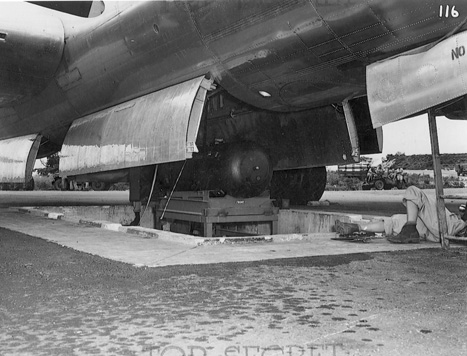
Загрузка бомбы Little Boy (была сброшена на Хиросиму) в бомбоотсек B-29 «Enola Gay»